# 아나벨 아코스타
아나벨 아코스타(스페인어: Anabelle Acosta, 1987년 2월 28일 ~ )는 쿠바 출신의 미국 배우이다.
아바나에서 태어났다.

## 출연 작품

### 영화
- The Next Hit (2008)
- 프리랜서스 (2012)
- Construction (2012) - 로리 역
- We Made This Movie (2012) - 켈리 애시베이도 역

### 텔레비전
- 볼러스 (2015-16)
- 시카고 PD (2017)